# Yebyu
Yebyu är en kommun i Myanmar.   Den ligger i regionen Taninthayiregionen, i den södra delen av landet, 600 km söder om huvudstaden Naypyidaw. Antalet invånare är 148 023.